# Palazzo dell'Arcone di Piazza
Il palazzo dell'Arcone di Piazza è un edificio civile del centro storico di Firenze, situato in piazza della Repubblica 5, angolo via degli Anselmi 2, via Pellicceria, via degli Strozzi 1- 2, via de' Brunelleschi 5. 

## Preesistenze

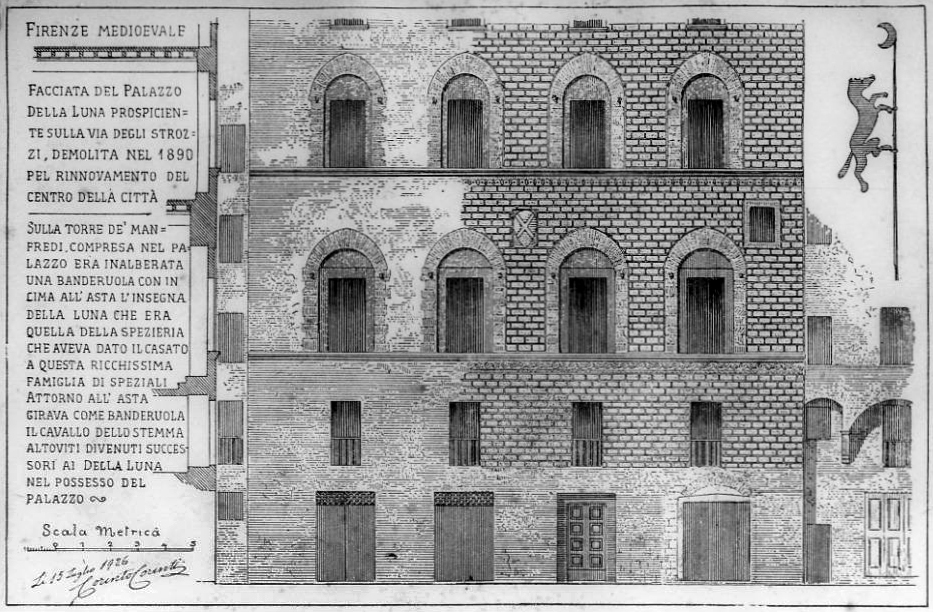
Rilievo del palazzo della Luna

Il palazzo sorse su edifici un tempo affacciati sul lato ovest della piazza del Mercato Vecchio (case degli Alfieri Strinati, torre dei Tornaquinci), della via dei Naccaioli - oggi via dei Brunelleschi (chiesa di Santa Maria in Campidoglio), di via Pellicceria, e sui lati di via dei Ferravecchi - oggi via degli Strozzi (sul lato nord il palazzo della Luna, su quello sud la chiesa di San Pier Buonconsiglio, un palazzo dei Sassetti e uno degli Anselmi). Andò a coprire piazzette e vicoli, come il chiasso del Guanto (o del Leoncino) e di Borghese, la piazza di Santa Maria in Campidoglio e il vicolo del Campidoglio, la piazza dei Pollaioli, il vicolo e la piazza della Luna (quest'ultima detta anche della Paglia).
Queste strutture medievali a loro volta erano state costruite sul foro romano di Florentia, in particolare sul tempio dedicato alla Triade Capitolina, sul grande stabilimento termale alle sue spalle, verso occidente, su una domus all'altezza di via Pellicceria. Durante gli scavi eseguiti al tempo delle demolizioni vennero inoltre trovate tracce di insediamenti etruschi, tra cui alcune sepolture villanoviane tra via Strozzi e via dei Vecchietti.

## Storia e descrizione

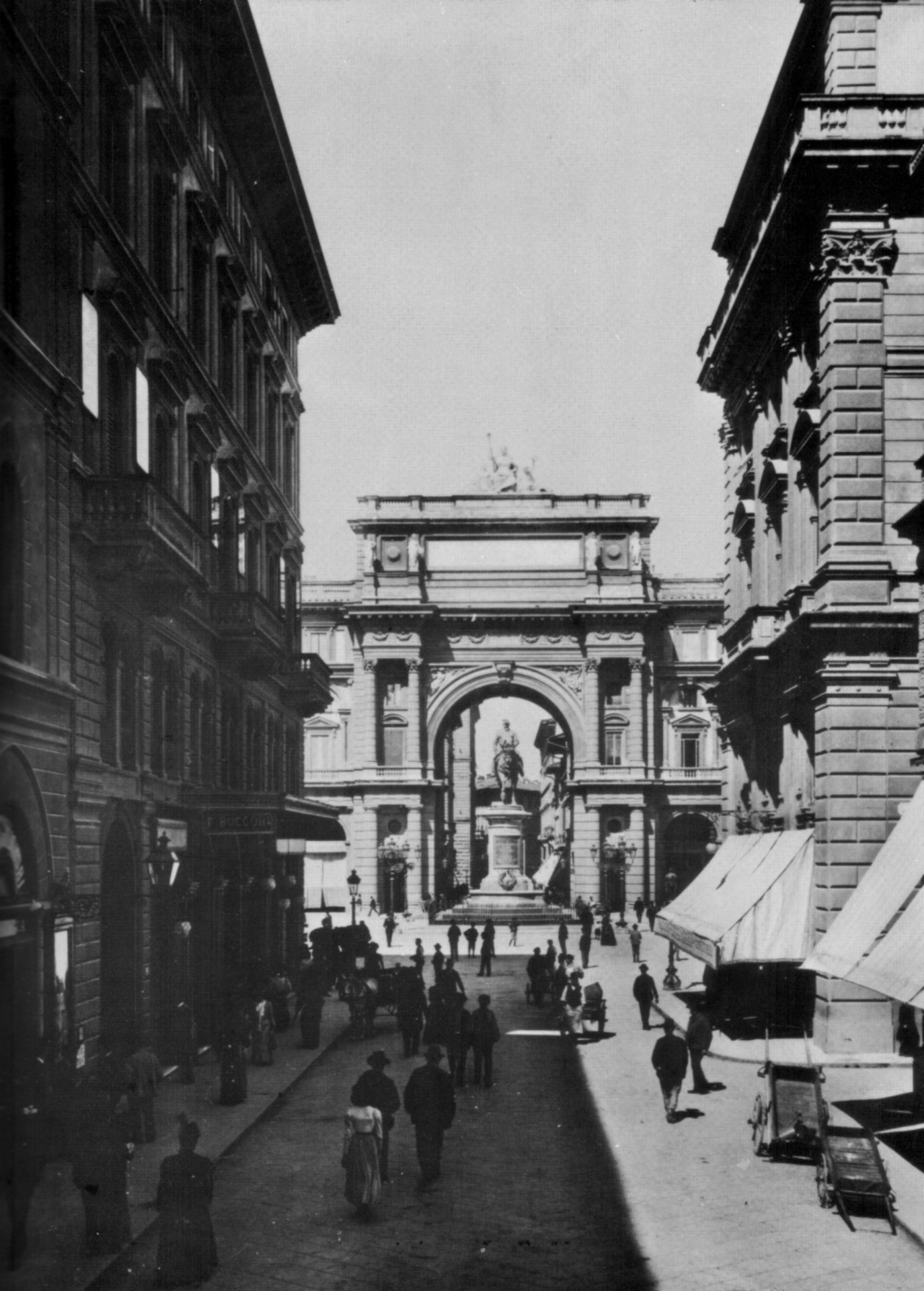
L'arcone e il monumento a Vittorio Emanuele II visti da via degli Speziali negli anni 1890-1900

Il grande edificio, eretto su progetto dell'architetto Vincenzo Micheli (1895), si definisce come quinta scenografica della piazza, tracciata a partire dal 1883 con la distruzione del Mercato Vecchio e del ghetto ebraico. Al di là del suo essere palazzo, l'architettura trascende l'esigenza di offrire un edificio di civile abitazione in senso borghese, per farsi segno urbano monumentale, e imporsi per il grande arcone che immette su via Strozzi, sviluppato a comprendere i due ordini delle facciate dei palazzi laterali che si sviluppano ciascuna per ulteriori sei assi, l'ultimo dei quali in aggetto. Ciascuno di questi corpi laterali si sviluppa poi profondamente nei rispettivi isolati, due corti interne verso via Brunelleschi, e su una di forma allungata verso via Pellicceria. L'ampio e alto fornice con il grande corpo centrale, adorno di statue e coronato dal gruppo plastico dell'Italia in trono accompagnato dalle figure dell'Arte e della Scienza (rimosso nel 1904), inquadrava la statua equestre del re Vittorio Emanuele II di Savoia, collocata al centro della piazza e poi spostata sul piazzale delle Cascine. Le tre statue vennero beffardamente rinominate dai fiorentini coi nomi di tre prostitute dell'epoca, come si trova traccia in alcuni sonetti satirici dell'epoca di Vamba e di altri: la Starnotti o Schiccherona, tenutaria di origine russa che faceva di cognome Starnowka; poi la Cambarbini e la Trattienghi.
Rimane la memoria, posta al di sotto, dettata da Isidoro Del Lungo con la nota epigrafe:
| L'ANTICO CENTRO DELLA CITTÀ DA SECOLARE SQUALLORE A VITA NUOVA RESTITUITO |

A lungo fortemente criticato sia in quanto simbolo della distruzione di uno dei luoghi più antichi di Firenze, sia per il suo carattere 'tronfio' e affatto fiorentino (evidente è il riferimento a uno stile che si usa definire "romano", inteso come della stagione di Roma capitale d'Italia), l'edificio è stato oggetto di un progetto redatto dall'architetto Marcello Piacentini nel 1931 (poi non attuato) che prevedeva la demolizione dell'arcone e la semplificazione degli angoli dei due palazzi contigui. 

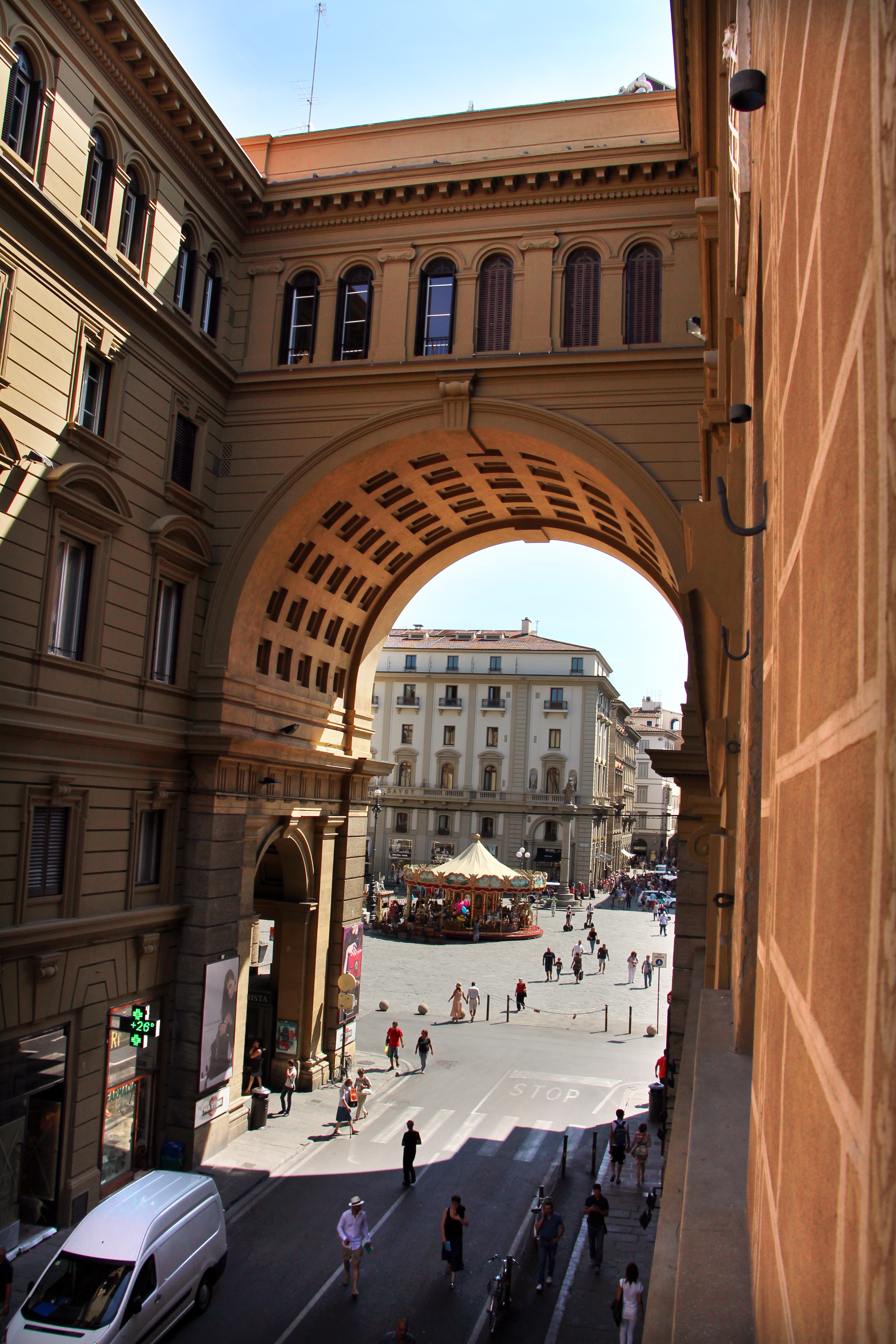
L'arcone visto da via Strozzi

Il monumento è stato oggetto di interventi di manutenzione nel 1938 (a quel periodo sembrano risalire i pavimenti del porticato) e di un completo restauro nel 1980. Per il deterioramento degli elementi lapidei e per la presenza di vistosi fenomeni fessurativi degli intonaci (oltre che per il generalizzato degrado delle quattro statue raffiguranti le "arti belle", Scultura, Pittura, Musica e Architettura, le prime due opera di Vincenzo Rosignoli) si è poi tornati ad aprire un cantiere per il consolidamento e il restauro della struttura nel 2000, e di nuovo nel 2022 con una pulizia generale degli intonaci e delle decorazioni. 
Il corpo di fabbrica sulla destra rispetto all'arcone è occupato, fin dalle origini dell'edificio, dalla storica Pensione Pendini (con accesso da via degli Strozzi 2). Sempre sullo stesso lato, nei grandi ambienti terreni un tempo occupati dal cinema Edison (prima sala cinematografica fiorentina aperta nel 1900 in via degli Strozzi con accesso dal civico 1 e nel 1901 trasferitasi sotto i portici), è stata dal 1996 al 2012 la libreria Edison, dislocata su quattro piani, con un lungo orario di apertura, fornita di caffetteria interna e di spazi di lettura con postazioni internet, elementi questi che l'avevano fatta individuare come uno dei luoghi di incontro e di appuntamento più frequentati della città. Negli stessi spazi - con caratteri non molto diversi da quelli già descritti - è dall'aprile 2014 la libreria Feltrinelli Red. Il corpo sulla sinistra dell'arcone, a lungo occupato negli ambienti terreni dalla banca BNL, ha invece visto nel settembre del 2015 l'apertura dello store Apple, su progetto di Giacomo Sicuro.

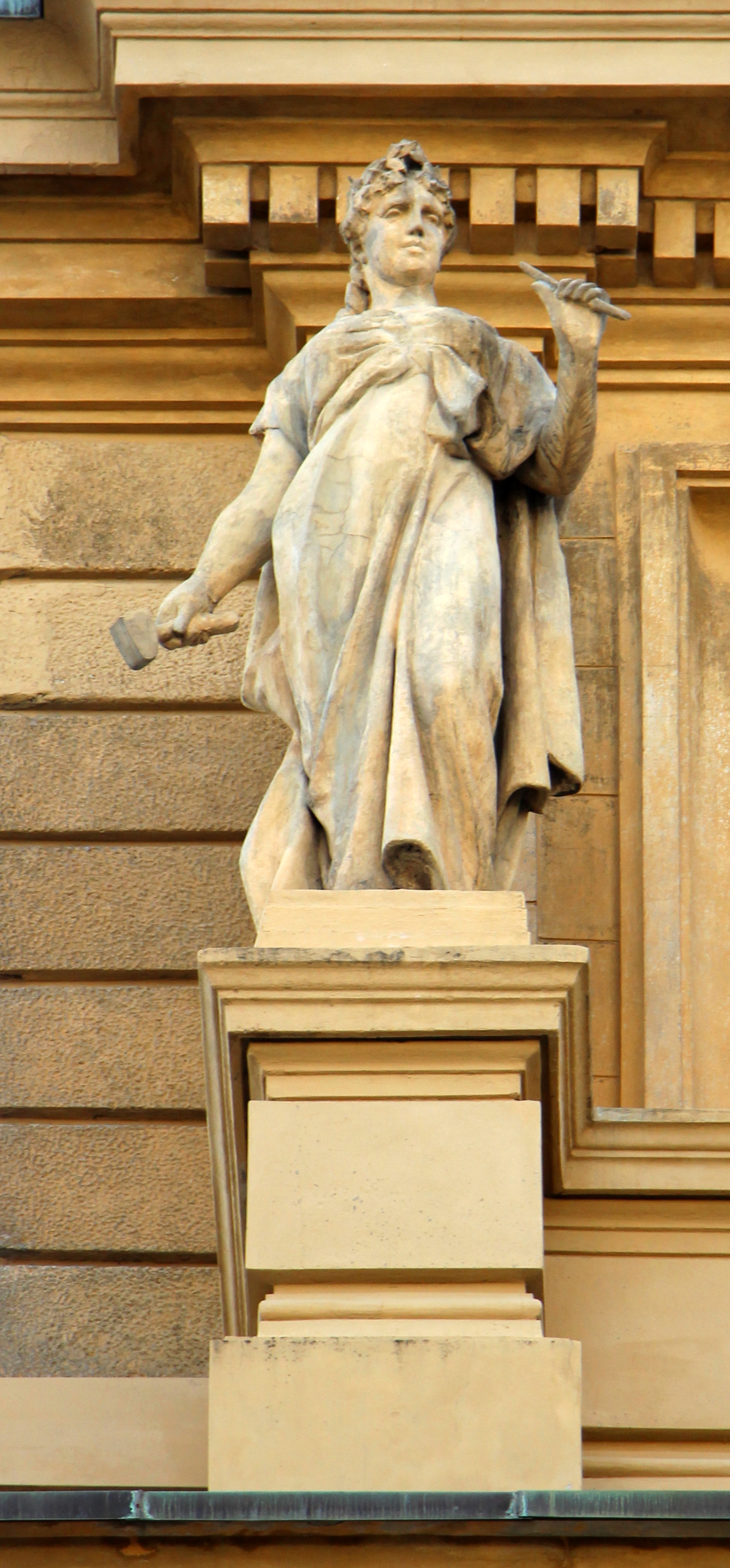
Scultura
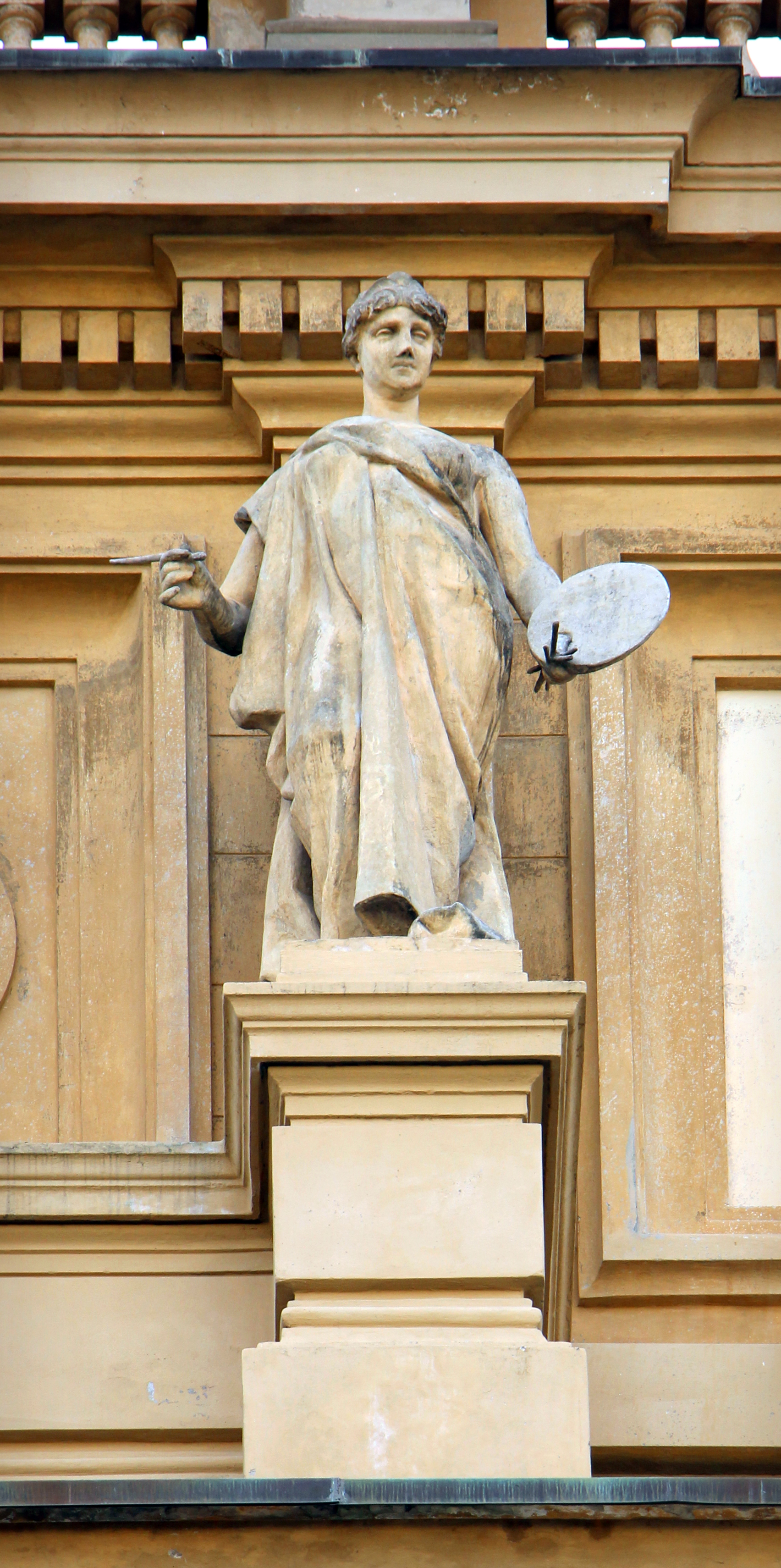
Pittura
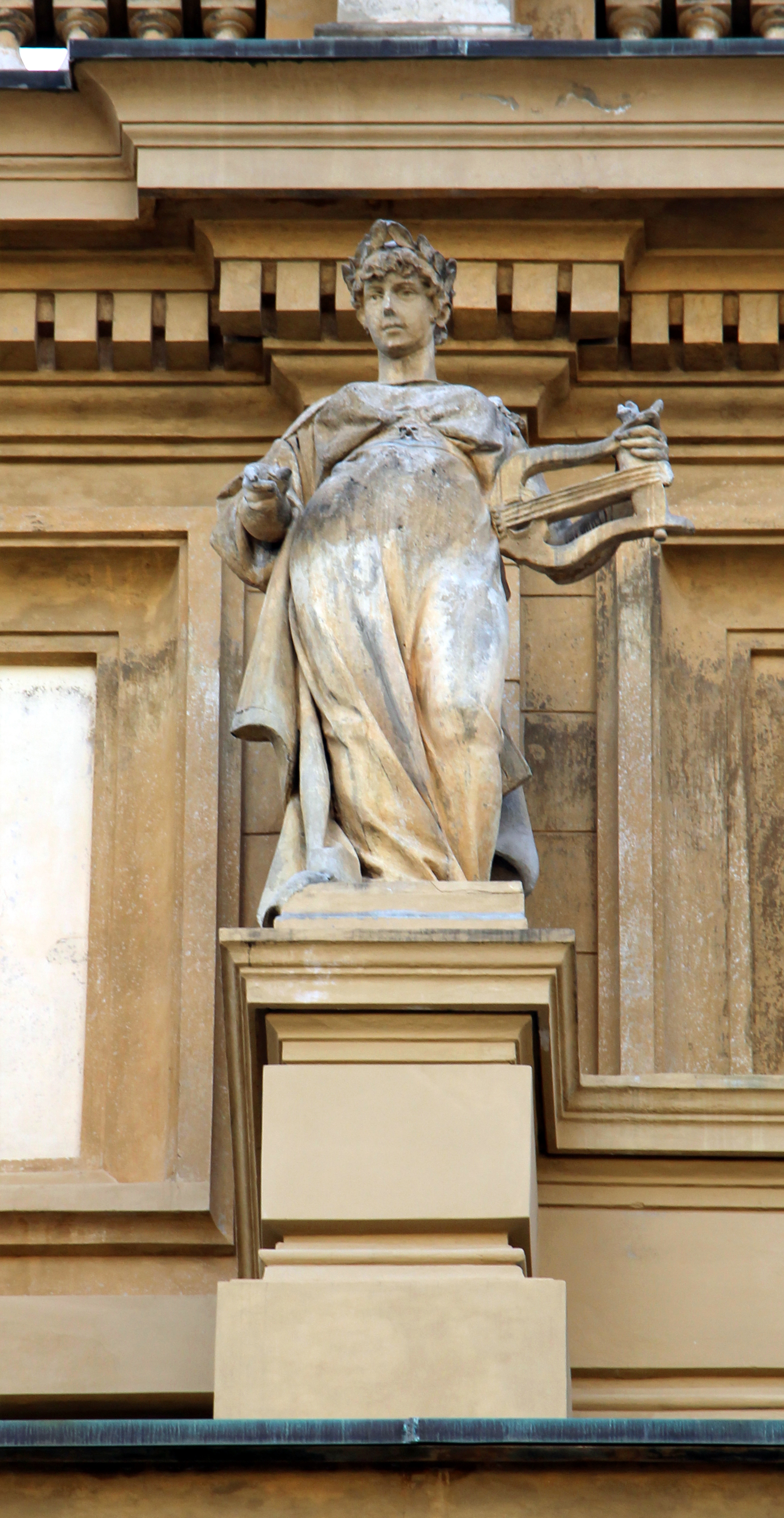
Musica
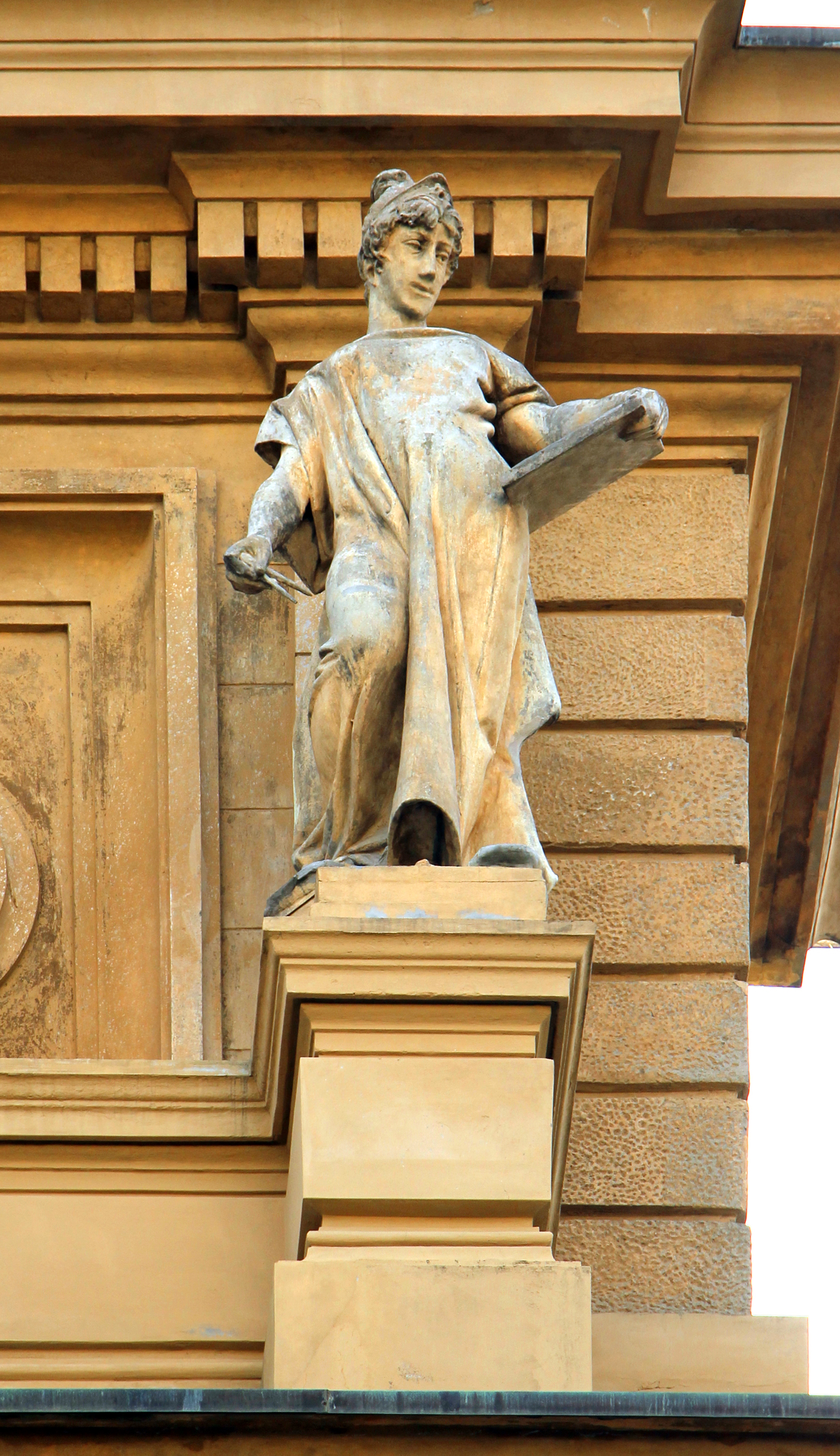
Architettura

## Note

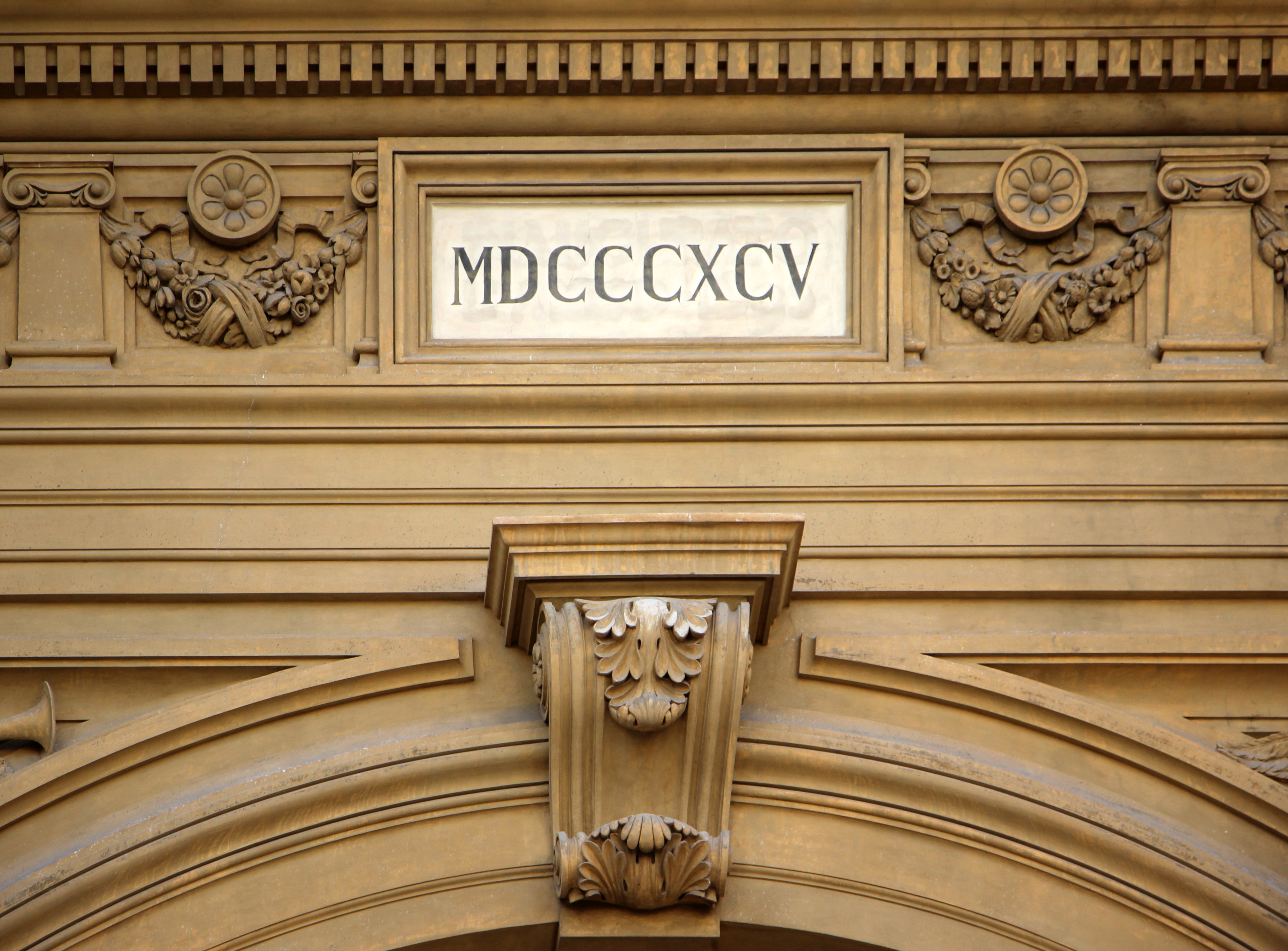
La data 1895

## Bibliografia

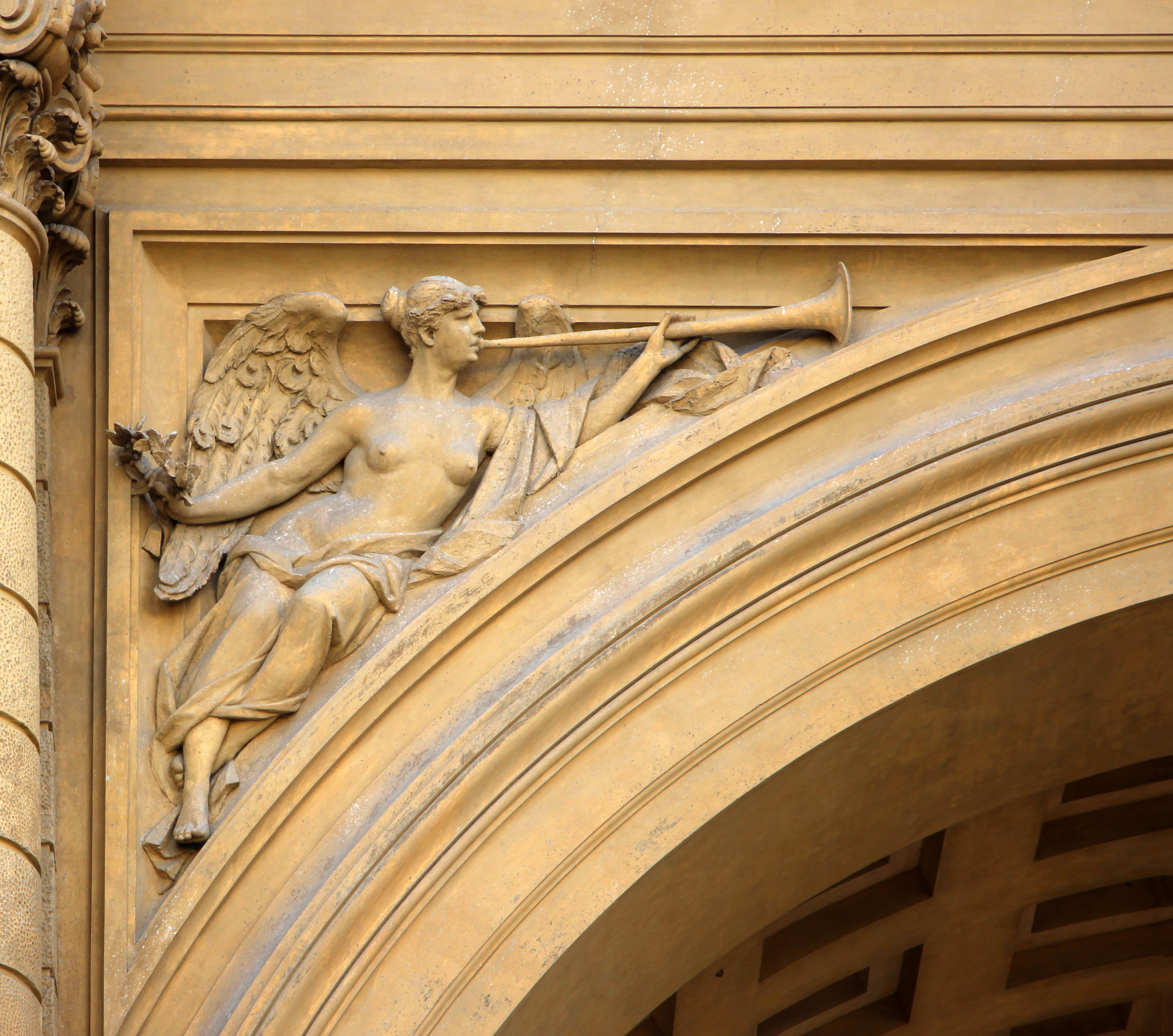
Allegoria della Fama

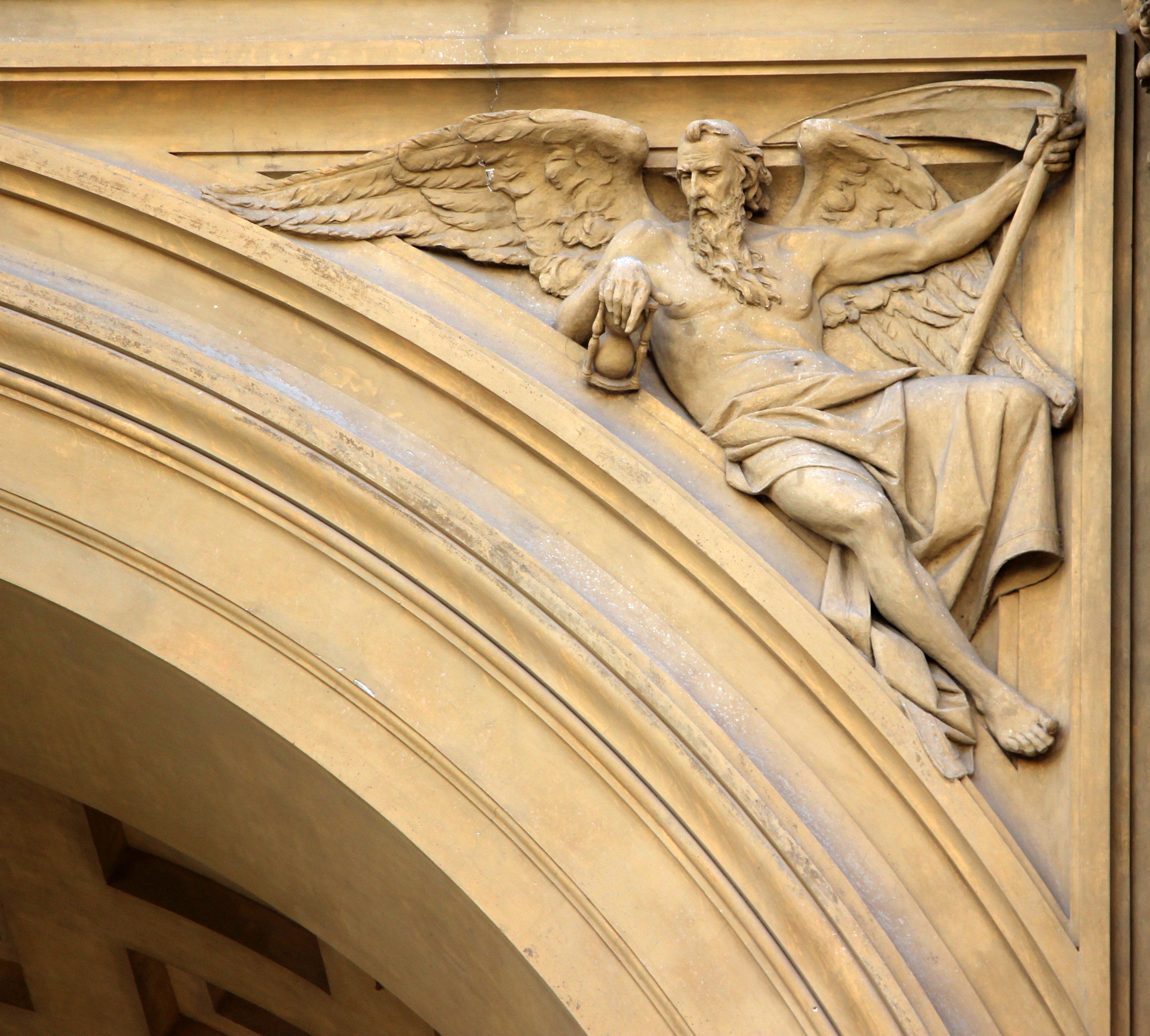
Allegoria della Tempo